# باشگاه فوتبال فیگیرنزه
باشگاه فوتبال فیگِیرنسه (پرتغالی: Figueirense Futebol Clube) یک باشگاه فوتبال است که در شهر فلوریانوپلیس ایالت سانتا کاتارینا برزیل بنا شده است.

## افتخارات
- قهرمانی کاتاریننسه (۱۸)